# George Dandin o il marito confuso
George Dandin o il marito confuso (George Dandin ou le Mari confondu) è una comédie-ballet (commedia-balletto) in tre atti di Molière, con musiche di Jean-Baptiste Lully e coreografie di Pierre Beauchamp. 
Fu rappresentata per la prima volta a Versailles il 18 luglio 1668, nel quadro del Grand Divertissement Royal voluto dal re Luigi XIV per celebrare la conquista della Franca Contea e la pace di Aquisgrana. La comédie «era assortita da una ouverture, seguita da una scena in musica (pastorale), dal lamento di Cloride, da intermezzi danzati a ciascun entracte, e da un balletto finale, constituente la Pastorale di George Dandin».
La comédie fu ripresa diverse volte, in autunno, al Palais-Royal e al castello di Saint-Germain-en-Laye, ed iniziò infine le rappresentazioni pubbliche al teatro del Palais Royal dal 9 novembre 1668.
Nella pièce Dandin, ricco contadino che ha sposato un'aristocratica, si trova a vivere in una situazione familiare difficile, dalla quale è impossibile uscire: egli cerca più volte, con forza, di convincere i suoceri, i Sotenville, del tradimento della moglie, ma loro si preoccupano solo di mantenere intatta l’onorabilità della famiglia e preferiscono credere alle false parole della figlia, piuttosto che alla prova dei fatti. Dandin avrà torto comunque, anche di fronte all’evidenza, perché il suo appartenere a un ceto inferiore si scontrerà con una classe dominante che, al contrario, avrà sempre ragione per “diritto divino”.

## Trama

### Atto primo
George Dandin deplora la sua condizione: ricco contadino, ha sposato una fanciulla nobile, Angélique de Sotenville, per migliorare la sua posizione sociale. Dal matrimonio gli vengono tuttavia solo dispiaceri. La famiglia Sotenville lo tratta con alterigia, interessata solo al suo denaro.
Rientrando a casa, Dandin sorprende Lubin mentre ne esce. Senza sapere con chi parla, Lubin, servitore di Clitandre, gli confida che ha portato all'accondiscendente Angélique un messaggio del suo padrone, che chiede di poterla incontrare. Dal momento che il marito è geloso, continua, bisogna mantenere il segreto. George riferisce quanto scoperto ai suoceri, Monsieur e Madame de Sotenville, ed essi, dopo averlo trattato dall'alto in basso, si dichiarano pronti a disconoscere la figlia, se colpevole. 
Clitandre, sopraggiunto, cade dalle nuvole al sentire le accuse, mentre Angélique, indignata che il marito la sospetti, dice a Clitandre che non avrebbe che da provare a cimentarsi in un corteggiamento, per vedere come sarebbe ricevuto. Anche Claudine, servitrice di Angélique, le dà manforte, ed entrambe concludono che George è trattato troppo bene da una moglie che non merita. Per ordine di M. Sotenville, George è costretto a scusarsi con lui e con Clitandre.

### Atto secondo

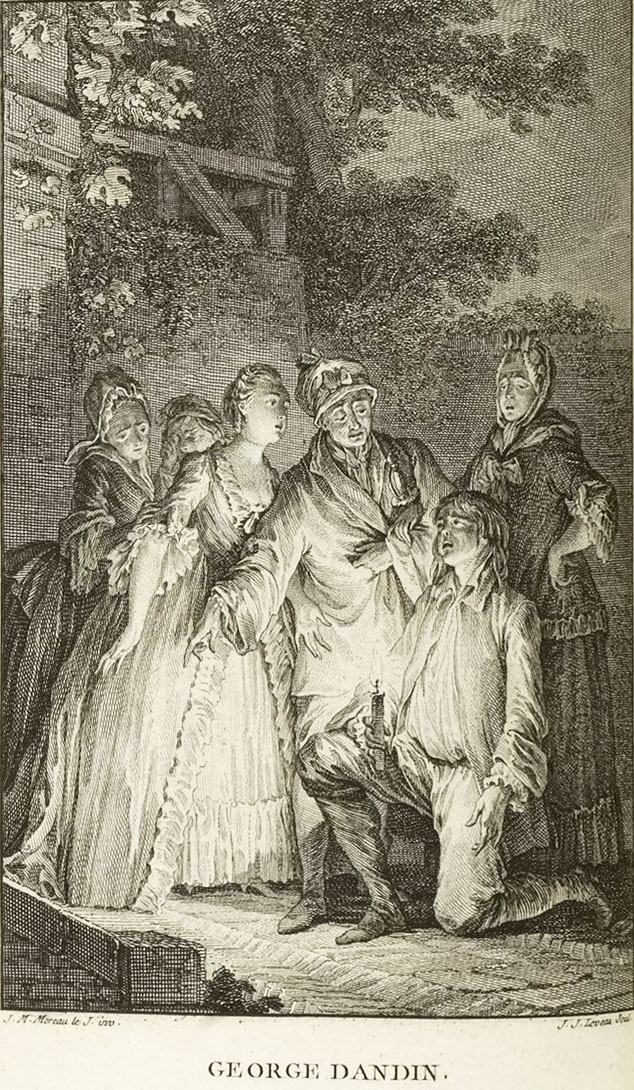
La scena che precede il monologo finale, con Dandin inginocchiato a porgere le scuse forzate, in un'incisione di Jean-Michel Moreau (1773)

Dandin si sfoga con la moglie, rimproverandole di non rispettare il sacro nodo del matrimonio. Angélique, però, ribatte che nessuno ha chiesto il suo consenso al vincolo coniugale, che i suoi genitori soltanto hanno accettato la richiesta di George. Lei, dal canto suo, è giovane e attraente, e non intende rinunciare ai piaceri della sua età.
Quando ritrova Lubin, George scopre che Clitandre, in seguito a nuove trame, sta per incontrare Angélique. Ancora una volta riferisce il fatto ai suoceri, e tutti e tre giungono presso la dimora di George proprio mentre Clitandre è con Angélique. La fanciulla ricorre alla propria astuzia: finge indignazione nei confronti dell'amante, lo accusa di essere venuto a proclamare il suo amore a una donna sposata e lo caccia. I Sotenville e Claudine la lodano, davanti all'interdetto marito.

### Atto terzo
Venuta la notte, Clitandre torna da Angélique, che esce per incontrarlo, mentre il marito dorme. George però si sveglia, comprende l'intrigo e manda a chiamare i Sotenville, perché vengano subito. Fa chiudere fuori la moglie, che lo supplica di lasciarla entrare, con la promessa di non tradirlo più, ma siccome George non cede, Angélique simula il suicidio. Quando l'uomo, preso dal dubbio, esce, Angélique e Claudine sgattaiolano in casa, capovolgendo la situazione.
Così, Angélique la spunta per la terza volta. Ai genitori racconta che il marito torna solo ora, ubriaco, vinto dalla gelosia e da stravaganti pensieri. Claudine rincara la dose, mentre i Sotenville pregano il genero di non avvicinarsi, dato che sentono la puzza di vino a metri di distanza. Angélique manifesta al padre la volontà di separarsi, ma Monsieur de Sotenville la invita ad essere paziente, per evitare lo scandalo che ogni separazione comporta. George getta la spugna: prima, in ginocchio, porge alla moglie le scuse che il suocero gli detta, poi, rimasto solo, afferma che nelle sue condizioni la cosa migliore da fare sarebbe andarsi ad annegare.

## L'opera
Il George Dandin prende spunto da uno dei primi lavori di Molière, La Jalousie du Barbouillé, farsa in 13 scene che presenta un intreccio simile, anche se il George Dandin aggiunge personaggi, scene ed avvenimenti, creando un'opera indubbiamente più complessa.
Al Grand Divertissement Royal de Versailles del luglio 1668, a cui Molière partecipò nella doppia veste di attore e autore, George Dandin ebbe la sua prima rappresentazione, intervallata, come detto, da una Pastorale in versi. Fu un grande successo, mentre la messa in scena del 9 novembre al Palais-Royal fu accolta freddamente, forse perché, essendo priva degli intermezzi pastorali, metteva maggiormente in risalto gli aspetti più aspri e drammatici della commedia.